# Лангенэнслинген
Лангенэнслинген (нем. Langenenslingen) — община в Германии, в земле Баден-Вюртемберг. 
Подчиняется административному округу Тюбинген. Входит в состав района Биберах.  Население составляет 3560 человек (на 31 декабря 2010 года). Занимает площадь 88,40 км².